# Estońska Formuła 3 Sezon 1986
1986 – dziewiętnasty sezon Estońskiej Formuły 3.
O mistrzostwie decydował rozgrywany 1 czerwca wyścig na torze Bikernieki, który wyłaniał również mistrza Litwy i mistrza Łotwy. W jego wyniku mistrzem Estonii został Avo Soots (Estonia 21M).

## Wyniki wyścigu na torze Bikernieki
| P  | Nr | Kierowca | Konstruktor           | Okr.         | Czas / Strata | Komentarz |  |
| -- | -- | -------- | --------------------- | ------------ | ------------- | --------- |  |
| 1  |    |          | Avo Soots             | Estonia-Łada | 30            |           |  |
| 2  |    |          | Sergejs Pugačs        | Estonia-Łada |               |           |  |
| 3  |    |          | Aleksandr Zagradin    | Estonia-Łada |               |           |  |
| 4  |    |          | Helmut Draudiņš       | Estonia-Łada |               |           |  |
| 5  |    |          | Władimir Sorokinski   | Estonia-Łada |               |           |  |
| 6  |    |          | Urmas Haamer          | Estonia-Łada |               |           |  |
| 7  |    |          | Ilmar Pardane         | Estonia-Łada |               |           |  |
| 8  |    |          | Rimantas Dominikaitis | Estonia-Łada |               |           |  |
| 9  |    |          | Petras Černiauskas    | Estonia-Łada |               |           |  |
| 10 |    |          | Arnis Silis           | Estonia-Łada | 28            | +2 okr.   |  |
| 12 |    |          | Māris Liedskalniņš    | Estonia-Łada |               |           |  |
|    |    |          | Pranas Špokauskas     | Estonia-Łada |               |           |  |
| P  | Nr | Kierowca | Konstruktor           | Okr.         | Czas / Strata | Komentarz |  |

## Klasyfikacja mistrzostw Estonii
| Poz. | Kierowca      | Zespół         |
| ---- | ------------- | -------------- |
| 1    | Avo Soots     | Kalev Tallinn  |
| 2    | Urmas Haamer  | Jõud Harju     |
| 3    | Ilmar Pardane | DOSAAF Tallinn |